# Artemis (спутник связи)
Artemis — («Артемида» с др.-греч. Ἄρτεμις) спутник связи, построенный Европейским космическим агентством. Спутник запущен ракетой-носителем Ариан-5 12 июля 2001 года. Из-за аварии третьей ступени ракеты-носителя спутник не был выведен на расчетную геостационарную орбиту, спутник оказался на эллиптической орбите с апогеем в 17487 км при необходимых 35853 км. В течение следующих дней специалистам центра управления полетами ЕКА удалось поднять аппарат на высоту до 31000 км. Следующие 5000 км аппарат преодолевал с помощью экспериментальных ионных двигателей. Изначально эти двигатели предназначались для корректировки наклона спутника на орбите. Они имеют небольшую тягу — 15 мН (миллиньютонов) и должны были работать в плоскости, перпендикулярной плоскости орбиты. Темпы подъема составляли до 15 км в день. За время подъема были произведены испытания основных систем спутника, в том числе, узла оптической связи с Землей по лазерному лучу.